# سیارک ۸۴۴

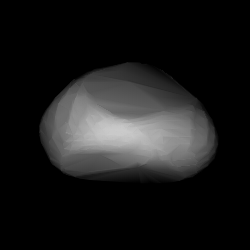
مدل سه‌بُعدی سیارک ۸۴۴ بر طبق منحنی نور آن

سیارک ۸۴۴ (به انگلیسی: 844 Leontina، نامگذاری:1916AP) هشتصد و چهل و چهارمین سیارک کشف شده‌است که در ۱ اکتبر ۱۹۱۶ و در وین کشف شد.
قدر مطلق سیارک برابر ۹،۴۰ است.